# Sebastopolis (Karien)
Koordinaten: 37° 29′ N, 29° 10′ O

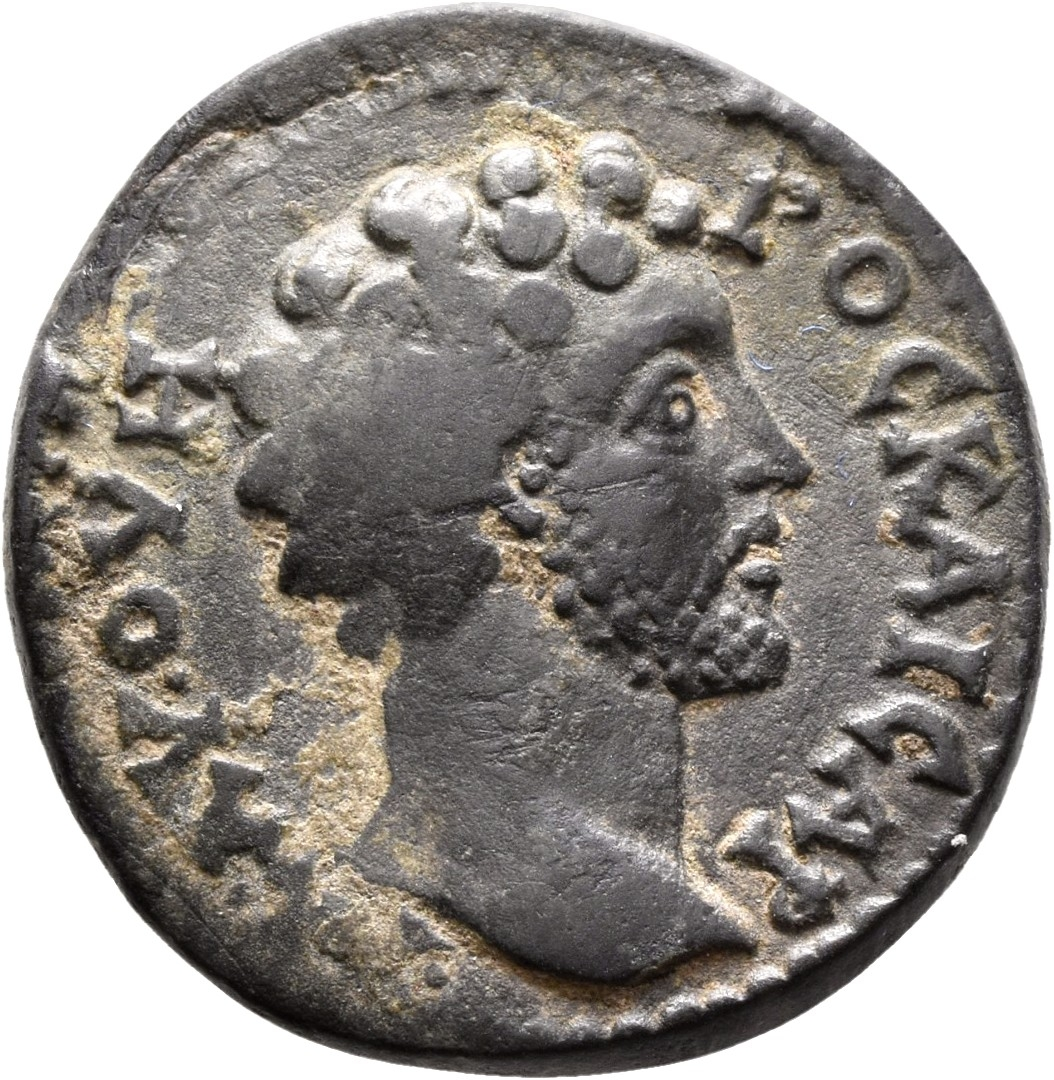
Münze aus Sebastopolis, 139–161 n. Chr., Vorderseite

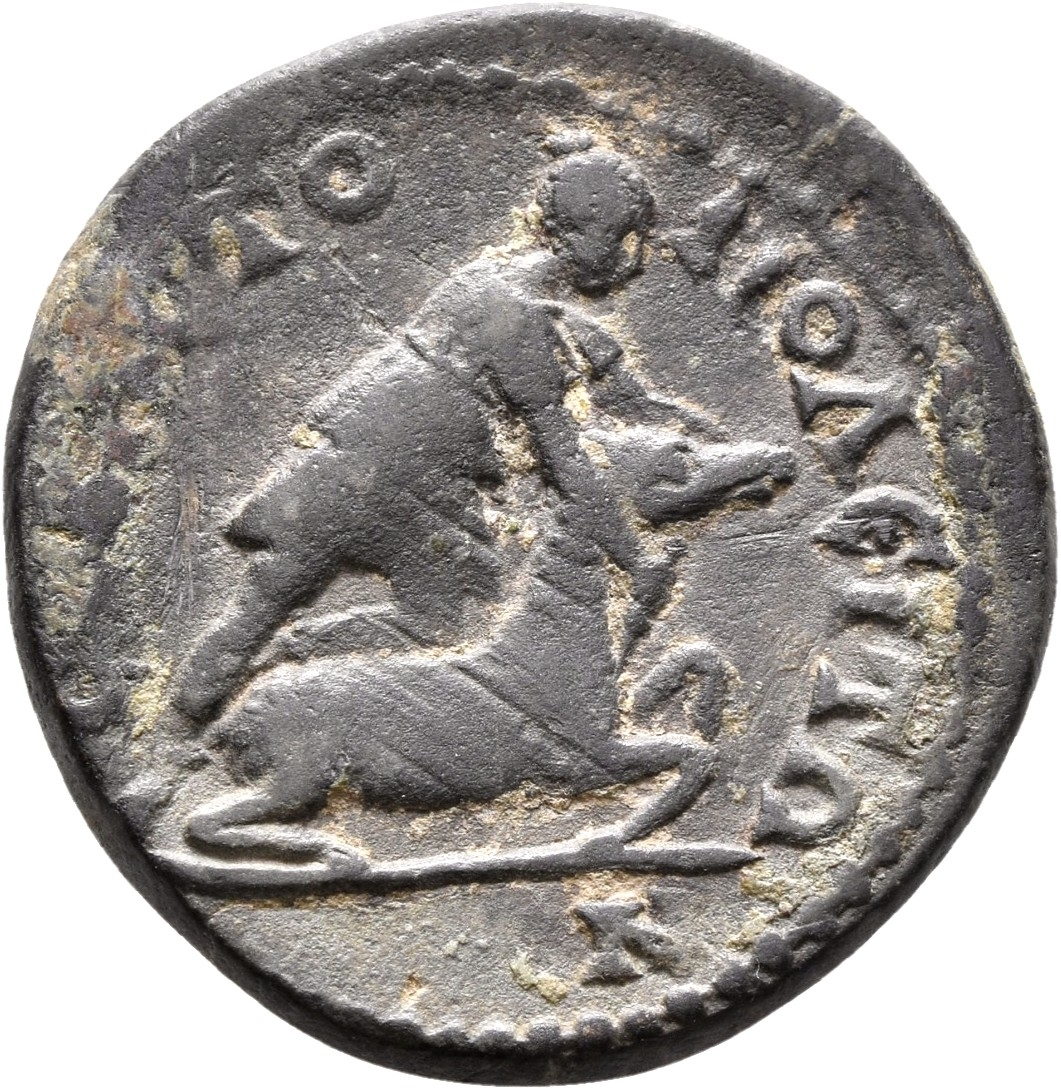
Münze aus Sebastopolis, 139–161 n. Chr., Rückseite

Sebastopolis (altgriechisch Σεβαστούπολις, „Stadt des Sebastos“) war eine antike Stadt in Karien. Sie liegt etwa 62 km südlich der Provinzhauptstadt Denizli und 2 km östlich von Kızılca an der Landstraße nach Alaattin in der türkischen Provinz Denizli.
Sebastopolis lag in einer gebirgigen Region des südöstlichen Karien zwischen den antiken Städten Tabai und Themisonion an der Straße von Herakleia Salbake und Apollonia Salbake nach Kibyra. In der römischen Kaiserzeit wurde der Ort in Sebastopolis umbenannt und ist durch Inschriften belegt. Sebastopolis war ebenfalls während der byzantinischen Zeit besiedelt.
Von der antiken Stadt sind aufgrund von Erosion heute nur noch wenige Überreste erhalten. Die am besten erhaltenen Reste sind der Höyük-Hügel, ein 7 Meter hoher Siedlungshügel mit einem Durchmesser von 150 Metern, einige Stufen eines Stadions und eine Nekropole. Die Größe des Stadions betrug etwa 150 Meter in der Länge und 60 Meter in der Breite. Die vermutlich aus der römischen Kaiserzeit stammende Nekropole befindet sich etwa 1,5 km östlich der antiken Stadt.